# Geniates impressicollis
Geniates impressicollis är en skalbaggsart som beskrevs av Ohaus 1911. Geniates impressicollis ingår i släktet Geniates och familjen Rutelidae. Inga underarter finns listade i Catalogue of Life.